# Patrice Collazo

a Compétitions nationales et continentales officielles uniquement.

b Matchs officiels uniquement.
Dernière mise à jour le 18 août 2021.
Patrice Collazo, né le 27 avril 1974 à La Seyne-sur-Mer (Var), est un joueur et entraîneur français de rugby à XV. Durant sa carrière de joueur, il évolue au poste de pilier (1,85 m et 109 kg). Il remporte deux coupes d'Europe en 2003 et 2005 avec le Stade toulousain.
En tant qu'entraîneur, il a fait remonter La Rochelle en Top 14 en trois ans. Il entraîne ensuite le RC Toulon, le CA Brive et le Montpellier Hérault Rugby.

## Carrière de joueur

### En club
Formé au RC Toulon, Patrice Collazo commence sa carrière professionnelle au CA Bègles Bordeaux (1993-1995). Il revient ensuite à Toulon, où il ne dispute qu'une quinzaine de matchs (1995-1996). Patrice Collazo fait ensuite son retour au CA Bègles Bordeaux (1996-2000) avant de signer au Stade français Paris (2000-2001). 
Il quitte l'Hexagone en 2001 pour deux saisons à Gloucester, en Angleterre. 
Entre 2002 et 2005, il évolue au Stade toulousain, avec qui il remporte deux coupes d'Europe en 2003 et 2005. Le 23 mai 2004, il est titulaire avec le Stade toulousain en finale de la Coupe d'Europe, associé en première ligne à William Servat et Jean-Baptiste Poux, au Stade de Twickenham à Londres face aux London Wasps. 
En 2006, il retourne à Gloucester (2006-2008) avant de finir sa carrière de joueur en 2009 au Racing Métro 92. 

### En équipe nationale
Patrice Collazo est international français. Il n'a évolué que 46 minutes sous le maillot bleu, à l'occasion d'un match contre l'équipe de Roumanie, le 28 mai 2000.

### Avec les Barbarians
En novembre 2001, il connaît son unique sélection avec les Barbarians français contre les Fidji à Toulon. Les Baa-Baas s'inclinent 17 à 15.

## Carrière d'entraîneur
Patrice Collazo prend sa retraite en 2009. Il reste au Racing Métro 92 puisqu'il devient co-entraîneur des espoirs. 

### Succès à La Rochelle
En 2011, il signe au sein du Stade rochelais en tant qu’entraîneur de l'équipe professionnelle pour une durée de 2 ans plus une en option. De 2011 à 2014, il entraîne l'équipe aux côtés de Fabrice Ribeyrolles. En 2014, ils mènent le club à la victoire de la finale d'accession au Top 14, face au SU Agen.  
Au début de la première saison en première division, en 2014-2015, il est nommé manager général du club et est désormais épaulé par Xavier Garbajosa, entraîneur des arrières. La Rochelle termine ses deux premières saisons dans l'élite à la neuvième place du classement.  
En 2016, il prolonge jusqu'en 2020 à La Rochelle. 
En 2017, La Rochelle termine à la première place de la saison régulière de Top 14 et s'incline à la sirène, en demi-finale, face à Toulon. 
En 2018, pour sa première participation à la Champions Cup, La Rochelle se hisse jusqu'en quart de finale. En Top 14, les Rochelais terminent septièmes, échouant à deux points des phases finales.  
En mai 2018, le Stade rochelais décide finalement de se séparer de son manager à la suite de désaccords apparus avec ses entraîneurs adjoints. 

### Un bilan plus décevant à Toulon
Patrice Collazo devient alors manager général du RC Toulon. La première saison est décevante : le RCT termine neuvième du championnat.  
En 2019-2020, le RC Toulon pointe à la quatrième place du classement au moment de l'interruption du championnat en raison de la pandémie de Covid-19.  
Le RCT termine huitième du Top 14 en 2020-2021. 
Patrice Collazo quitte le RCT le 26 octobre 2021, alors que le club varois est avant-dernier du Top 14 au tiers de la saison et avec un bilan tout juste à l'équilibre : 46 victoires, 42 défaites, 3 nuls.

### Un retour en Top 14 à Brive
Patrice Collazo devient le nouveau manager du CA Brive le 26 décembre 2022, alors que le club briviste est dernier du Top 14 à la mi-saison. Il est licencié moins d'un an après, au bout de dix journées (cinq victoires et cinq défaites), alors que le club est 6e au classement de Pro D2.

### Sauvetage de Montpellier
Une semaine après avoir été débarqué du CA Brive, il est nommé entraîneur en chef du Montpellier Hérault Rugby pour diriger le staff constitué par le nouveau directeur sportif Bernard Laporte, ancien sélectionneur du XV de France et président de la Fédération française de rugby.
Il parvient à maintenir le club en terminant 13e du championnat puis en remportant le barrage d'accession au championnat de France de rugby à XV face au FC Grenoble.

### Nouvelle opération maintien au Racing 92
Le 1er février 2025, il est nommé manager du Racing 92 pour remplacer l'anglais Stuart Lancaster. Il collabore avec les entraîneurs en place, Frédéric Michalak, Dimitri Szarzewski et Joe Rokocoko.

### Bilan

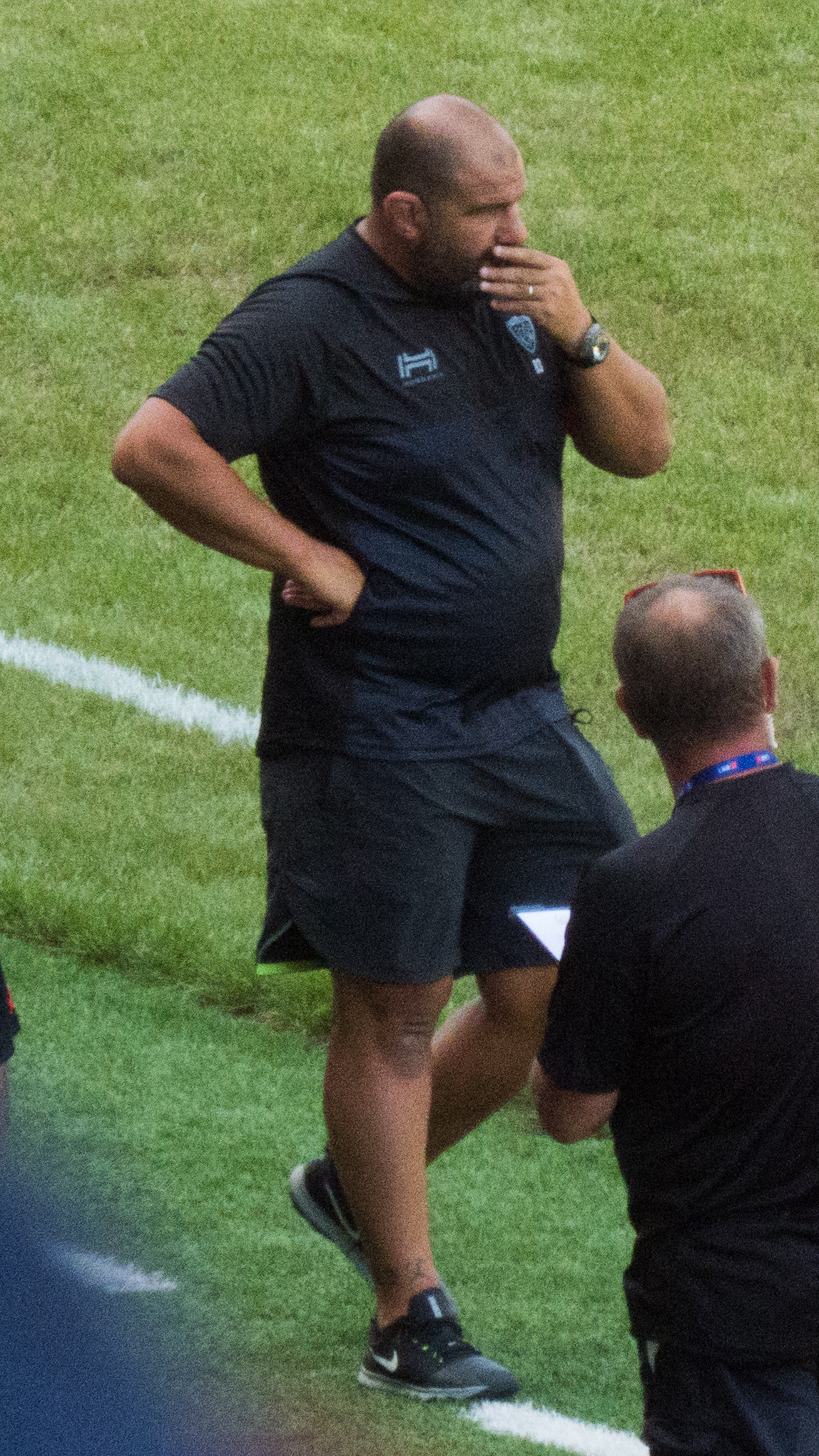
Patrice Collazo, avec le RC Toulon, en 2018.

| Saison      | Club            | Division | Poste   | Classement                                              | Coupe d'Europe                | Challenge européen            |
| ----------- | --------------- | -------- | ------- | ------------------------------------------------------- | ----------------------------- | ----------------------------- |
| 2011 - 2012 | Stade rochelais | Pro D2   | Avants  | 5e, éliminé en demi-finale                              | -                             | -                             |
| 2012 - 2013 | Stade rochelais | Pro D2   | Avants  | 4e, éliminé en demi-finale                              | -                             | -                             |
| 2013 - 2014 | Stade rochelais | Pro D2   | Avants  | 3e, Vainqueur de la finale d'accession au Top 14        | -                             | -                             |
| 2014 - 2015 | Stade rochelais | Top 14   | Manager | 9e                                                      | -                             | Éliminé en poule              |
| 2015 - 2016 | Stade rochelais | Top 14   | Manager | 9e                                                      | -                             | Éliminé en poule              |
| 2016 - 2017 | Stade rochelais | Top 14   | Manager | 1er, éliminé en demi-finale                             | -                             | Éliminé en demi-finale        |
| 2017 - 2018 | Stade rochelais | Top 14   | Manager | 7e                                                      | Éliminé en quart-de-finale    | -                             |
| 2018 - 2019 | RC Toulon       | Top 14   | Manager | 9e                                                      | Éliminé en poule              | -                             |
| 2019 - 2020 | RC Toulon       | Top 14   | Manager | 4e (arrêt du championnat)                               | -                             | Défaite en finale             |
| 2020 - 2021 | RC Toulon       | Top 14   | Manager | 8e                                                      | Forfait en huitième de finale | -                             |
| 2022 - 2023 | CA Brive        | Top 14   | Manager | 14e                                                     | -                             | Éliminé en huitième de finale |
| 2023 - 2024 | Montpellier HR  | Top 14   | Manager | 13e, victoire en barrage d'accession en Top 14 / Pro D2 | -                             | Éliminé en huitième de finale |

## Palmarès
Avec le CA Bègles Bordeaux
- Challenge Yves du Manoir :
  - Finaliste (1) : 1995

Avec le Stade toulousain
- Coupe d'Europe :
  - Vainqueur (2) : 2003 et 2005
  - Finaliste (2) : 2001 et 2004
- Championnat de France de première division : 
  - Vice-champion (1) : 2003

Avec le Gloucester RFC
- Challenge européen :
  - Vainqueur (1) : 2006

### Distinction personnelle
- Nuit du rugby 2017 : Meilleur staff d'entraîneur du Top 14 (avec Xavier Garbajosa et Akvsenti Giorgadze) pour la saison 2016-2017

## Autres activités
Il est consultant pour TF1 lors de la Coupe du monde 2019, diffusée en intégralité sur TF1 et TMC. Il participe au Mag de la coupe du Monde présenté par Denis Brogniart.